# Ostoja (góra)
Ostoja  (753 m n.p.m.) – wzniesienie w Sudetach Środkowych, w Górach Kamiennych, w środkowej części pasma Gór Suchych.

## Położenie
Wzniesienie położone jest na południowy zachód od miejscowości Głuszyca Górna, w środkowej części Gór Suchych.
Jest to wzniesienie położone na północny zachód od Raroga, poprzez który łączy się z głównym (granicznym) grzbietem Gór Suchych. Ma kształt nieregularnego stożka. Na północnym i północno-wschodnim zboczu występują liczne skałki. Zbudowane ze skał wylewnych - melafirów (trachybazaltów) porfirów (ryolitów) i tufów porfirowych (ryolitowych), należących do północnego skrzydła niecki śródsudeckiej. We wschodnie zbocza Ostoi i Raroga wcina się wyrobisko górnicze kamieniołomu melafiru oraz zbiornik wodny w starym wyrobisku.
Wzniesienie w całości porośnięte jest świerkowym lasem regla dolnego.